# Таганрогский маяк
Таганрогский маяк — утраченный маяк в городе Таганроге Ростовской области, располагавшийся неподалёку от памятника Петра I, разрушенный в 1970 году в связи с тем, что находился в аварийном состоянии.

## История
Первый маяк в городе Таганроге был построен в 1770 году. Затем, по неизвестным причинам он прекратил свое существование. В 1877 году появилось два постановления, датируемых 5 июля и 24 октября, согласно которым морское ведомство могло построить маяк на территории общей площадью 625 квадратных саженей. Также в распоряжение ведомства переходила площадь в размере 750 квадратных саженей для разбивки сада вокруг маяка. При этом выдвигалось лишь одно условие — у людей будет свободный доступ на территорию сада. Каменный маяк был построен в 1878 году. Выполнение работ проходило под руководством Н. А. Аркаса. На здании маяка располагалась табличка, которая гласила : «Построен в 1878 году при главном командире Черноморского флота и портов генерал-адъютанте Адмирале Николае Андреевича Аркасе».
9 марта 1909 года керосиновое освещение на маяке было заменено на электрическое. Выработка электроэнергии происходила благодаря работе подстанции, которая была установлена в здании на территории сада. Маяк прекращал свою работу осенью 1941 года в связи с оккупацией города и возобновил её в августе 1943 года после его освобождения.
В августе 1970 года маяк был разобран из-за аварийного состояния. На его месте появилась металлическая секционная мачта с огнем. От архитектурного ансамбля маяка сохранились лишь здания, которые находились по соседству — дом офицеров морского ведомства и караульное помещение у ворот.

## Описание
На территории сада, который был основан вблизи маяка, расположилось несколько зданий. Слева от него построили одноэтажный дом на невысоком цоколе. Фасад дома был украшен окнами полуциркулярной формы. Над ними располагались прямоугольные ниши. Справа от маяка было здание, принадлежащее офицерам морского ведомства. У него были окна прямоугольной формы, было обустроено полуподвальное помещение. На территории самого сада была расположена метеостанция.
Высота маяка составляла 22 метра при толщине стен снизу 1 метр. Маяк принимал форму цилиндра, постепенно сужаясь снизу вверх. На каменных стенах сооружения были сделаны прямоугольные окна. Две смотровые площадки, которые располагались на самом верху объекта, были сконструированы в форме каменных выступов. Для того, чтобы их оградить, использовались металлические решетки. Вверх маяка был застеклен. Там же и располагался фонарь, который использовался для подачи сигналов судам в вечернее ночное время суток. При плохих метеорологических условиях, он помогал судам отыскать путь к причалу, более габаритным объектам — избежать отмели. Сверху на маяке был установлен купол с шаром и флюгером. Световые лучи маяка действовали на расстоянии 35-40 километров. Он выполнял функции, подобные тем, что выполняют сигнальные маяки мраморного моря. Абсолютная отметка фонаря на маяке была равна 70 метрам над уровнем моря.